# Campello sul Clitunno
Campello sul Clitunno är en ort och kommun i provinsen Perugia i regionen Umbrien i Italien. Kommunen hade 2 354 invånare (2018).